# Urasoe
Urasoe (jap. 浦添市 Urasoe-shi) – miasto w Japonii, w prefekturze Okinawa.
Miejscowość uzyskała prawa miejskie w 1970 r..